# Hermann Braus
Hermann Braus (* 1868-1924) fue un anatomista alemán.

## Biografía académica
Hermann Braus estudió en Jena en torno a 1890. Allí conoció a Hans Driesch, Max Fürbringer y Haeckel. A lo largo de esta década, Braus se convirtió en un anatomista comparativo e histólogo extremadamente competente, aprendiendo a dominar las nuevas técnicas experimentales y convirtiéndose él mismo en un introductor de nuevas técnicas, como la inyección de mercurio en las venas para hacerlas visibles en imágenes de rayos X (Braus, 1896) o su trabajo en la mejora de las lentes ópticas (Braus and Druner, 1897). 
En 1899 Braus pasa a trabajar al laboratorio de Albert von Kolliker, en Wurzburg, donde entra en contacto con Theodor Boveri y Hans Spemann. Bajo su influencia, Braus aplicó sus habilidades técnicas al estudio experimental del embrión. En 1901 Braus vuelve a Heilderberg a trabajar con Furbringer. 
En esta época, Braus aplica el enfoque experimental al problema de las extremidades, que antes había tratado desde una perspectiva puramente anatómica. A partir de dos experimentos con el tiburón dogfish realizados en la Estación Zoológica de Nápoles en el invierno de 1904–05, Braus trató de demostrar la independencia del desarrollo del esqueleto del de los músculos. Braus (1906) logró aislar parte del esqueleto de la aleta de los músculos en desarrollo, demostrando que se formaba en ausencia de músculo y viceversa. De este modo, podía probarse que la evolución de ambos había sido independiente y que la relación uno a uno era el producto de la convergencia adaptativa.